# Забири, Яссир
Яссир Забири (фр. Yassir Zabiri; араб. يسير محمد زبيري‎; родился 23 февраля 2005) — марокканский футболист, нападающий португальского клуба «Фамаликан».

## Клубная карьера
Выступал за марокканский клуб «Юнион Турага». В августе 2024 года перешёл в португальский клуб «Фамаликан». 14 сентября 2024 года дебютировал в составе «Фамаликана» в матче португальской Примейра-лиги против «Жил Висенте».

## Карьера в сборной
Выступал за юношеские и молодёжные сборные Марокко.